# Faïna Melnyk
Pour les articles homonymes, voir Melnyk.
Faina Hryhorivna Melnyk (en ukrainien : Фаїна Григорівна Мельник), née Velyeva le 9 juin 1945 à Bakota en Ukraine actuelle et morte le 16 décembre 2016 à Moscou[réf. nécessaire], est une ancienne athlète de l'Union soviétique, pratiquant le lancer du disque.

## Carrière
Faïna Melnyk a été championne olympique aux Jeux olympiques d'été de 1972 à Munich. En 1971 et 1974, elle a été championne d'Europe. Elle a battu le record du monde à Édimbourg, lors de la Coupe d'Europe des nations d'athlétisme 1973.
Entre 1971 et 1976, elle a amélioré onze fois le record du monde, la dernière avec un lancer à 70,50 m. Elle a ainsi été (avec alors son dixième record du monde à 70,20 m) la première femme à lancer à plus de 70 m.
Elle a remporté en outre l'épreuve du disque aux Universiades de Moscou en 1973 grâce à un lancer de 64,54 m.

## Palmarès

### Jeux olympiques d'été
- Jeux olympiques d'été de 1972 à Munich ( Allemagne de l'Ouest)
  -  Médaille d'or au lancer du disque

### Championnats d'Europe d'athlétisme
- Championnats d'Europe d'athlétisme de 1971 à Helsinki ( Finlande)
  -  Médaille d'or au lancer du disque
- Championnats d'Europe d'athlétisme de 1974 à Rome ( Italie)
  -  Médaille d'or au lancer du disque
- Championnats d'Europe d'athlétisme de 1978 à Prague ( Tchécoslovaquie)
  - 5e au lancer du disque